# オオカレエダカマキリ
オオカレエダカマキリ（大枯枝蟷螂、Toxodera beieri、英語: giant Malaysian stick mantis）は、カマキリ目カレエダカマキリ科に属するカマキリの一種である。別名を「ドラゴンマンティス」という。

## 分布域
東南アジアの一部でしか生息していない珍種である。

## 特徴
カマキリ目の中では世界最大の種で、200mm近くにまで達す。枯れた木のような胴体を持ち、肢に小さい葉のような突起も付いている、さらに腹端は折れた枝の様になっていて、小枝に見える。また、目には角があり、植物のトゲに見える。木にぶら下がるようにとまって細い肢で体を揺らし、風に吹かれている小枝に擬態する。前脚で近寄ってきた昆虫を捕らえて食べるが、爬虫類を食べる事もある。